# Roncus hibericus
Roncus hibericus är en spindeldjursart som beskrevs av Beier 1939. Roncus hibericus ingår i släktet Roncus och familjen helplåtklokrypare. Inga underarter finns listade i Catalogue of Life.